# 浅野優貴
浅野 優貴（あさの ゆうき、1990年6月28日 - ）は、日本のミュージシャン、俳優。
東京都浅草出身。バンドSunrise Cruise（活動休止中）のリーダー。三線、ドラム、ボーカルなどを担当。
テアトルアカデミー所属。

## 来歴・人物
幼稚園の頃の鼓笛パレードでトリオを演奏、音楽が好きになる。
その後小学校では吹奏楽部に所属し、トランペットとドラムに出会い、さらに音楽に興味を持つ。
成人式で宇梶剛士がスピーチで言った『自分の人生の主人公になれ』という言葉に感銘を受け、自分の人生を振り返る。
これからは、本当に自分のやりたいことを真剣にやろうと決意し、【音楽や演技で人を笑顔にしたい】という夢を叶えるため、芸能界に入る。

## 趣向
- 沖縄の料理やお酒など、とにかく沖縄のものが大好きで、都内にある沖縄料理屋などによく行く。沖縄の食材を買ってきて自分で料理したりもする。インテリアも南国風で、将来は沖縄に住むと今から言っている。
- 下町生まれということもあり、大の祭り好きでいろいろな祭りに参加している。特に浅草の三社祭は地元ということもあり、毎年必ず参加している。縁日ではチョコバナナとたこ焼きが好き。

## 出演

### 出演中の作品
- 調布FM83.8 ちょうぽじ（2015年4月 - 現在）
- 調布FM83.8 華金れでぃお（2017年1月 - 現在）

### テレビドラマ
- 大河ドラマ 江〜姫たちの戦国〜（2011年、NHK総合他）
- 海賊戦隊ゴーカイジャー（2011年2月 - 2012年2月、テレビ朝日）
- リバウンド（2011年4月 - 6月、日本テレビ）
- 幸せになろうよ（2011年4月 - 6月、フジテレビ）
- 胡桃の部屋（2011年7月 - 8月、NHK）
- 絶対零度（2011年8月 - 、フジテレビ）
- 仮面ライダーフォーゼ（2011年9月 - 2012年8月、テレビ朝日） - 筋肉部 副部長　役
- ランナウェイ〜愛する君のために（2011年10月 - 12月、TBSテレビ）
- 家政婦のミタ（2011年10月 - 12月、日本テレビ）
- 戦国★男士（2011年10月 - 2012年3月、テレビ神奈川）
- 大河ドラマ 平清盛（2012年1月8日 - 12月、NHK）
- 鈴子の恋 ミヤコ蝶々女の一代記（2012年1月 - 3月、フジテレビ）
- 特命戦隊ゴーバスターズ（2012年2月 - 、テレビ朝日）
- ボーイズ・オン・ザ・ラン（2012年7月 - 9月、テレビ朝日）
- 薄桜記（2012年7月 - 9月、NHK BSプレミアム）
- 大河ドラマ大作戦（2012年8月 - 、NHK）
- 仮面ライダーウィザード（2012年9月 - 、テレビ朝日）
- ドラマ10 シングルマザーズ（2012年10月 -　、NHK）
- 大河ドラマ 八重の桜（2012年10月 - 、NHK）
- 相棒 season10 元旦sp（2013年1月、テレビ朝日）
- 日曜劇場 とんび（2013年1月 - 、TBSテレビ）
- 連続テレビ小説 あまちゃん（2013年1月 - 、NHK）
- スペシャルドラマ ストロベリーナイト（2013年1月 - 、フジテレビ） - 東京 水泳部員 役
- カラマーゾフの兄弟（2013年1月 - 、フジテレビ）
- 獣電戦隊キョウリュウジャー（2013年2月 - 、テレビ朝日）
- 相棒 Eleven（2013年3月 - 、テレビ朝日）
- BS時代劇 火怨・北の英雄 アテルイ伝（2013年3月 - 、NHK）
- 土曜ドラマ ご縁ハンター（2013年4月13日 - 27日、NHK）
- 雲の階段（2013年5月 - 、日本テレビ）
- ドラマ10 ガラスの家（2013年6月 - 、NHK）
- 斉藤さん2（2013年7月 - 、日本テレビ）
- 仮面ティーチャー（2013年8月 - 、日本テレビ）
- オリンピックの身代金（2013年11月30日 - 12月1日、テレビ朝日）
- よろず占い処 陰陽屋へようこそ（2013年12月 - 、フジテレビ） - ラグビー部学生 役
- 戦力外捜査官（2014年1月 - 、日本テレビ） - 記者 役
- 僕のいた時間（2014年2月 - 、フジテレビ） - ゴールキーパー 役
- 烈車戦隊トッキュウジャー（2014年3月 - 、テレビ朝日）
- 世にも奇妙な物語 2014年 春の特別編（2014年4月 - 、フジテレビ）
- ○○妻（2015年1月 - 、日本テレビ） - AD 役
- デート〜恋とはどんなものかしら〜（2015年1月 - 、フジテレビ）
- 相棒 season13（2015年1月 - 、テレビ朝日）
- 手裏剣戦隊ニンニンジャー（2015年10月18日、テレビ朝日）
- 土曜ワイド劇場 おかしな刑事〜居眠り刑事とエリート警視の父娘捜査〜（2015年12月26日 、テレビ朝日） - 昭島和樹 役
- 仰げば尊し（2016年7月17日 - 9月11日、TBS） - 菅井優貴 役
- 動物戦隊ジュウオウジャー（2016年12月4日、テレビ朝日） - ノブオ 役

### CM
- 三井住友海上保険（2011年10月15日 - ）
- mobage（2012年5月 - ）
- auスマートパス（2012年6月 - ）
- 東京メトロ（2012年8月 - ）
- 大正漢方胃腸薬CM（2012年11月 - ）
- UFJ（2012年11月 - ）
- AKB1/149恋愛総選挙 大島優子 ver.(2012年12月 - )
- KIRINのどごし生 Dream1（2013年1月 - ）
- ダイワハウス 新参者編（2013年5月 - ）
- KIRIN 澄みきり 漁師編 弟子役（2013年7月 - ）
- GungHo パズル&ドラゴンズ（2013年8月 - ）
- SUBARU ステラ 365days篇（2014年12月 - 現在）

### 映画
- MARCHING -明日へ-（2014年8月23日） - 漁師 晴彦役
- バクマン。（2015年10月3日）
- 俺物語!!（2015年10月31日）
- BLEACH 死神代行篇（2018年7月20日） - 不良2 役

### ラジオ
- 調布FM83.8 樋ちゃん、大海、浅野優貴の今夜もポジティブradio（2012年10月 -2015年3月）
- 調布FM83.8 ちょうぽじ（2015年4月 - 現在）
- 調布FM83.8 華金れでぃお（2017年1月 - 現在）

### 広告
- マクドナルド 新聞広告 東京マラソン篇（2013年1月 - ）

### バラエティ
- 人生の正解TV（2013年4月 - ） - ひったくり犯役
- ごきげん歌謡笑劇団（2013年12月 - 、NHK） - 石田忠雄役
- ごきげん歌謡笑劇団（2014年1月 - 、NHK） - 櫻田雪男役
- ららら♪クラシック（2016年1月16日 、NHK） - サラリーマン役

### ニュース番組
- 真相報道 バンキシャ!SP2015（2015年12月27日 、日本テレビ） - 自衛隊員　野口隊員役

### 舞台
- 関東嵐（2011年10月 - ） - 秀次役